# ریچموند آرکت
ریچموند آرکت (انگلیسی: Richmond Arquette؛ زادهٔ ۲۱ اوت ۱۹۶۳) یک هنرپیشه اهل ایالات متحده آمریکا است. وی از سال ۱۹۹۳ میلادی تاکنون مشغول فعالیت بوده‌است.